# La Oreja de Van Gogh (video)
Primer DVD homónimo del grupo La Oreja de Van Gogh que incluye actuaciones, videoclips y material extra. Salió a la venta terminada la Gira de 2001 del grupo.

## Contenido
Videoclips
1. El 28
2. Cuéntame al oído
3. Pesadilla
4. Dile al sol
5. El libro
6. Cuídate
7. París
8. La playa
9. Pop
10. Mariposa
11. Mariposa "Versión Original"

Actuaciones
1. Cuéntame al oído (En Directo Básico 1999)
2. El 28 (En Directo Básico 1999)
3. Tic Tac (En Directo Básico 1999)

Extras
1. Making of Dile al sol y Mariposa
2. Galería de Fotos
3. Video Inédito: Tantas cosas que Contar
4. Entrevistas
5. Álbum personal
6. Galería de Premios
7. Discografía